# Lehman Brothers
Lehman Brothers Holdings, Inc. — колишній американський інвестиційний банк, раніше один з провідних у світі фінансових конгломератів. Заснований в 1850 році, в Монтгомері (Алабама), вихідцями з Рімпару (Баварія) — Генрі, Емануелем і Мейером Леманами. Штаб-квартира — в Нью-Йорку. Збанкрутував у 2008 році.

## Діяльність
Lehman Brothers — у минулому один зі світових лідерів в інвестиційному бізнесі. Також банк спеціалізувався на наданні фінансових послуг та інвестиційному менеджменті. Банк мав регіональні штаб-квартири в Лондоні і Токіо, а також офіси в багатьох країнах світу. Чисельність персоналу у 2006 році становила 26 тис. осіб. Дохід у фінансовому році, що завершився 30 листопада 2006 року, — $46,7 млрд, чистий прибуток — $4 млрд. Активи — $503,5 млрд.

## Банкрутство

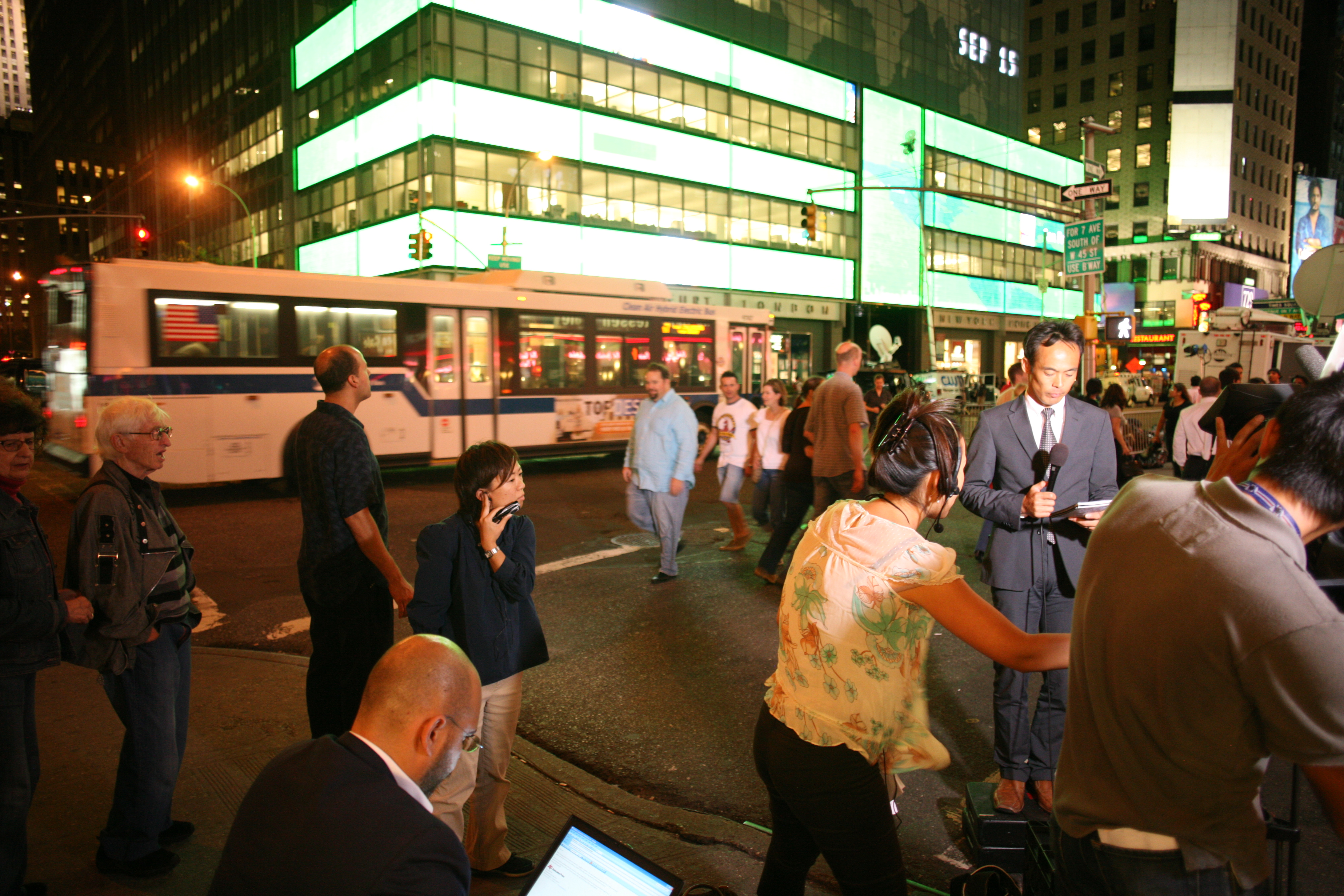
Метушня біля будівлі штаб-квартири Lehman Brothers 15 вересня 2008 після оголошення банкрутства

У ніч на понеділок 15 вересня 2008 Lehman Brothers звернувся до суду з заявою про банкрутство і проханням про захист від кредиторів. Банкрутувати буде холдингова компанія, борги якої складають 613 млрд доларів США. Дочірні підприємства банку (у тому числі в інших країнах), включаючи брокерсько-дилерський підрозділ і підрозділ з управління активами (їх обсяг — $282 млрд на кінець 2007 року), продовжують працювати і не потрапляють під процедуру банкрутства.
Нерідко банкрутство Lehman Brothers розглядається як відправна точка світової фінансової кризи кінця 2000-х років, яка ознаменувала її перехід у гостру фазу.
Заступник голови Нацбанку України, доктор економічних наук Олександр Савченко зазначав, що «Lehman Brothers… був найсильнішим гравцем на ринку кредитних дефолтних свопів. Втративши страховки на свої інвестиції, американські інвестори спішно почали закривати позиції на ринках, що розвиваються і йти в долар».